# Legacy Family Tree
Legacy Family Tree es un software de genealogía  para Windows que ayuda a los investigadores (historiadores familiares) a rastrear, organizar, imprimir y compartir el historial familiar. La edición estándar se distribuye como software  gratuito (freeware), sin restricciones, sólo requiriendo inscripción en el sitio de web de la compañía para descargar el software. Pagando una tarifa,  el usuario puede gestionar la activación de Producto y "desbloquear" las funciones adicionales en la edición de lujo.

## Características
Las características del software permiten la coordinación del trabajo y el rastreo de cambios entre grupos de personas. Cuando hay dos archivos abiertos, se pueden arrastrar y soltar líneas completas de uno a otro. El soporte multimedia incluye imágenes, clips de sonido y videos; las imágenes se pueden mostrar individualmente, en presentaciones de diapositivas o como protectores de pantalla. El programa importa y exporta archivos GEDCOM estándar y archivos de Archivo Ancestral Personal (PAF). Los enlaces a Internet permiten buscar en bases de datos on-line para cualquier persona del archivo familiar.
Otras características incluyen búsqueda y sustitución, revisión ortográfica de todas las  notas, características de documentación de fuentes y cálculo de parentesco. Para los usuarios que introducen información de EE. UU., el programa emite un aviso si el condado introducido no existía en el momento del evento.  Los miembros de La Iglesia de Jesucristo de los Santos de los Últimos Días pueden producir informes TempleReady.
La edición de lujo (a partir de la versión 7.0) incluye Legacy Charting. Legacy Charting localiza todos archivos de Legacy en un disco duro, permite la creación de gráficos a partir de cualquier archivo de Legacy, y utiliza un Asistente de Creación de Gráficos para ayudar al usuario a crear un gráfico y personalizar su aspecto.  Entre los gráficos se encuentran gráficos murales a gran escala, que incluyen descendencias desplegables, gráficos en abanico, gráficos de reloj de arena y gráficos de ADN. Los lugares donde vivieron los antepasados de una persona se pueden asignar automáticamente.

## Idiomas disponibles
Están disponibles en inglés un manual impreso y videos tutoriales; el programa y los archivos de ayuda pueden obtenerse en varios idiomas, denominados versiones internacionales. Además de inglés (versiones de Australia, Canadá, Reino Unido y EE. UU.), se han lanzado las versiones en danés, holandés, francés, alemán, noruego Nynorsk, noruego Bokmål y sueco. Existen equipos de voluntarios trabajando en traducciones al afrikáans, chino, estonio, finés, italiano, español, y portugués. El software no admite ninguna otra codificación de texto que no esté conforme al tipo Occidental.

## Historia
Después de tres años de desarrollo a partir de 1995 por Ken McGinnis y Dave Berdan, 
- La versión Legacy 1.0 se publicó en junio de 1997.
- La versión Legacy 2.0 se publicó el 17 de octubre de 1997.[5][6]
- La versión 3.0 de Legacy se lanzó el 14 de diciembre de 2000 como una versión de demostración gratuita desde el sitio web de Legacy.[7]
- La versión Legacy 3.0 se lanzó en 2001 de forma oficial.
- La versión Legacy 4.0 se lanzó el 14 de marzo de 2002 como edición gratuita y edición de lujo.[8]
- La versión Legacy 5.0 se publicó el 18 de noviembre de 2003.[9][10]
- La versión Legacy 6.0 se publicó el 9 de agosto de 2005.[11][12]
- La versión Legacy 7.0 se publicó el 2 de junio de 2008.[13][14]
- La versión Legacy 8.0 se lanzó el 26 de noviembre de 2013.
- La versión Legacy 9.0 se lanzó el 17 de abril de 2017.

## Formato de archivo
El gestor de base de datos subyacente en Legacy utiliza el Motor de Base de datos Jet de Microsoft: la base de datos de Legacy (*.fdb) puede ser abierta en Microsoft Access.